# Litherland
Litherland är en ort i distriktet Sefton, Storbritannien. Den liggeri distriktet Sefton i Merseyside i riksdelen England, i den centrala delen av landet, 290 km nordväst om huvudstaden London. Litherland ligger 22 meter över havet och antalet invånare är 22 971.
Terrängen runt Litherland är platt. Havet är nära Litherland västerut. Runt Litherland är det mycket tätbefolkat, med 3 249 invånare per kvadratkilometer. Närmaste större samhälle är Liverpool, 6,7 km söder om Litherland. Runt Litherland är det i huvudsak tätbebyggt.